# Monopis imella
Monopis imella là một loài bướm đêm thuộc họ Tineidae. Nó được tìm thấy ở châu Âu.
Sải cánh dài 11–15 mm.
Ấu trùng ăn animal và plant remains, particularly feathers, hair và fur.

## Hình ảnh

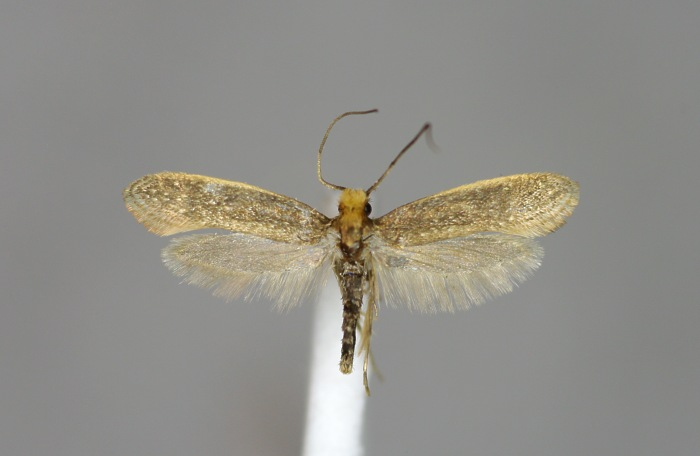